# Schaefferia cuneifolia
Schaefferia cuneifolia là một loài thực vật có hoa trong họ Dây gối. Loài này được A. Gray miêu tả khoa học đầu tiên năm 1852.